# Taschentuch

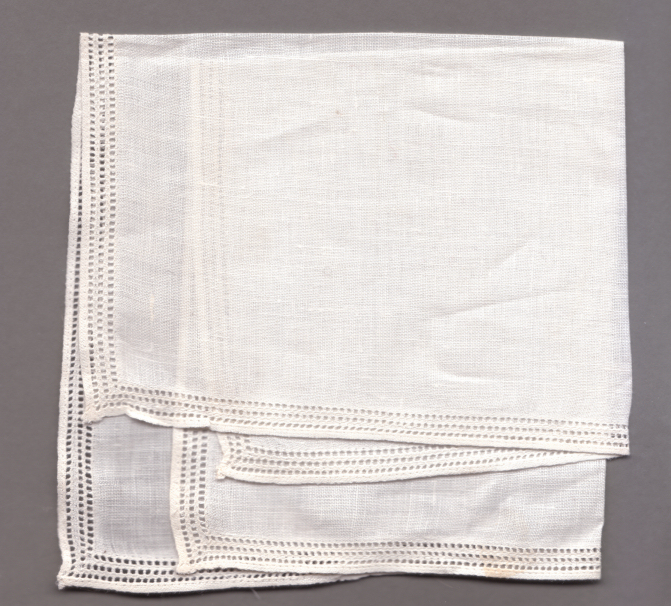
Stofftaschentuch

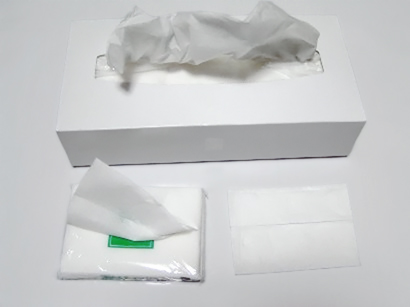
Papiertaschentücher

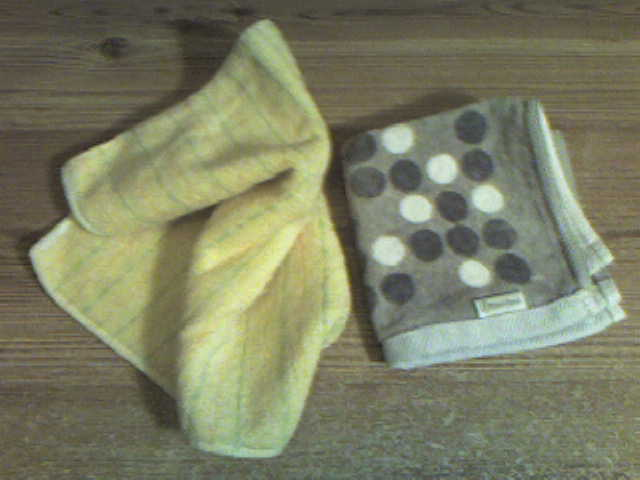
Japanisches Hankachi (ハンカチ) aus Frottee

Ein Taschentuch ist ein Stück Stoff oder Papier, das vor allem zur Säuberung der Nase von Nasensekret verwendet wird. Taschentücher gibt es als waschbare Stofftaschentücher oder als Papiertaschentücher, die nach dem Gebrauch entsorgt werden. Nicht in jeder Kultur wird zum Naseputzen ein Taschentuch benutzt. Auch in Europa war das bis in die Neuzeit hinein nicht üblich.
Eine Sonderform des Taschentuchs ist das Einstecktuch, das Herren zu festlichen Anlässen oft in der Brusttasche des Sakkos tragen; es dient nur der Dekoration und hat keine praktische Funktion.

## Geschichte und Entwicklung

### Anfänge

Gemälde Die Beichte von James Tissot, um 1880

In der römischen Antike gab es Schweiß- und Mundtücher, die von Historikern als Etikettetücher bezeichnet werden. Zum Naseputzen wurden sie nicht benutzt. Schweißtücher erwähnt erstmals der Dichter Catullus mit der Bezeichnung Sudarium (lateinisch sudor, Schweiß). Sie waren aus ägyptischem Leinen und wurden in eine Gewandfalte der Toga gesteckt. Ein Jahrhundert später kam das sogenannte Orarium (lateinisch oris, Mund) auf. Außerdem gab es in der Antike bereits Servietten, die Mappa hießen. Unter Kaiser Aurelian wurde es Sitte, im Theater hohe Persönlichkeiten und beliebte Schauspieler durch das Schwenken farbiger Tücher zu begrüßen. Mappa und Orarium sind als liturgische Symbole in der christlichen Messzeremonie erhalten geblieben.
Seit dem 11. Jahrhundert spielten Tücher eine Rolle als heimliches Liebespfand beim Minnedienst. Als Treuepfand nahmen Ritter es mit in den Kampf und gaben es der Angebeteten, meist getränkt mit Schweiß und Blut, hinterher zurück. Mitunter wurden solche Tücher offen an der Lanze befestigt, wenn die Besitzerin nicht mit einem anderen verheiratet war.
Der Weber Baptiste Chambray aus Cambrai (Flandern) stellte um 1300 angeblich die ersten Taschentücher aus Stoff her. Unter dem Namen italienisch Drapesello panetto di naso (einfache Tücher aus Stoff zum Naseputzen) wurde es nur vereinzelt gebraucht. Es wurde in einer Tasche am Gürtel aufbewahrt.

### Luxusartikel des Adels

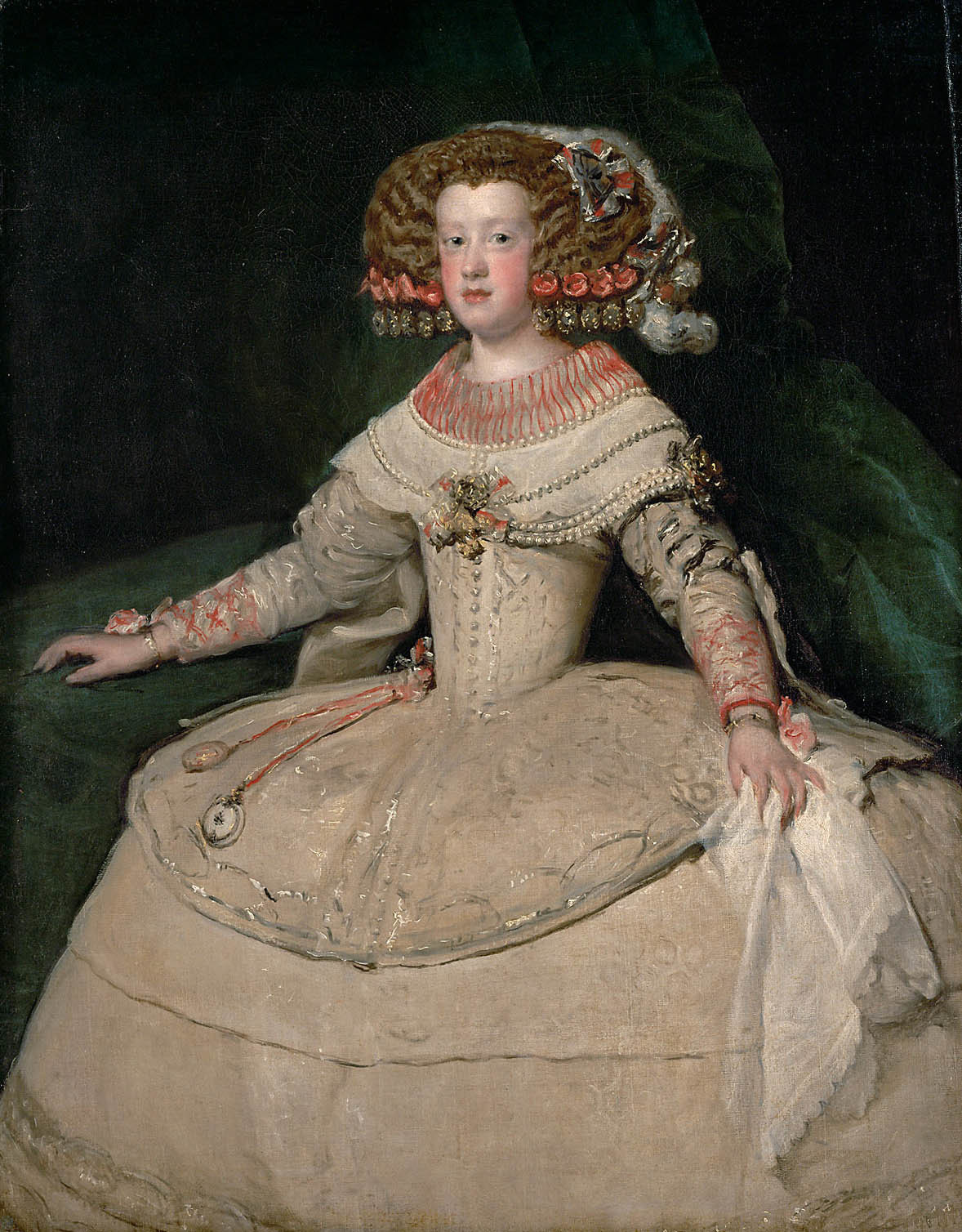
Infantin Maria Theresa von Spanien, Gemälde von Diego Velàzquez, ca. 1652

Etwa um 1447 wurde das Taschentuch allmählich zum Luxusartikel. In italienischen Kleiderinventaren aus dem 15. Jahrhundert werden verschiedene Tücher genannt:
- sudarioli (Schweißtücher)
- paneti und drapeselli (Tüchlein)
- paneti da naso (Nasentücher)
- paneti da copa (Halstücher)
- fazzoletto (Ziertuch), im Deutschen früher (etwa als Nasentuch[2] gebrauchtes) Fazolett[3]

Die größte Rolle spielten die Ziertücher, die oft reich bestickt waren und offen in der Hand getragen wurden. Die kostbarsten Tücher dieser Art wurden in Venedig hergestellt und exportiert, vor allem nach Frankreich.
Katharina von Medici führte im 16. Jahrhundert das Toilettetuch am französischen Hof ein. Es wurde mouchoir genannt und diente vor allem repräsentativen Zwecken. Zum Schnäuzen benutzte der Adel zu dieser Zeit im Allgemeinen noch die Finger. Erasmus von Rotterdam, der einem Inventar zufolge 39 Taschentücher besaß, gilt als Ausnahme. Die Ziertücher wurden von den Damen mit Parfum getränkt und als Liebespfand an Herren verschenkt; die Bezeichnung dafür ist mouchoir de Vénus. König Heinrich III. von Frankreich beschenkte damit seine Günstlinge, die Mignons genannt wurden.
In Deutschland war das Ziertuch seit Anfang des 16. Jahrhunderts beim Adel als Fazinetel oder Fazittlein bekannt. Wegen der üblichen Parfümierung wurden sie in den Kleiderordnungen als Schnüffeltücher bezeichnet, die den höheren Ständen vorbehalten waren.
Mit dem Aufkommen des Schnupftabaks und der Verwendung der Ziertücher zur Säuberung der Nase verloren die Tücher ihren Charakter als Luxusartikel. So wurde das Taschentuch im 18. Jahrhundert in der Oberschicht für Männer allmählich zum Gebrauchsgegenstand. Doch noch zur Zeit der Französischen Revolution gilt es als Symbol des Adels. „‚Was, er schneuzt sich nicht durch die Finger? Er hat ein Taschentuch – er muss ein Aristokrat sein. Hängt ihn auf!‘ schreit ein Revolutionär in Büchners Dantons Tod.“

### Allgemeine Verbreitung
Mit den Erfindungen des Fliegenden Schiffchens durch John Kay 1733 und der Spinning Jenny 1764 durch James Hargreaves wurde die Herstellung von Stoff zunehmend billiger. Dadurch konnten die Taschentücher kostengünstiger produziert werden und wurden vom Luxusartikel zunehmend zum Alltagsgegenstand. Christian Friedrich Germershausen (1725–1810) berichtet in seiner Hausmutter, einem Werk der der Aufklärung verpflichteten Hausväterliteratur, dass sich ein evangelischer Landpfarrer bei Dienstantritt vor dem üblichen Händeschütteln ekelte, weil an den Händen der Gemeindemitglieder immer viel Nasensekret geklebt habe. Da ihm Handschuhe auf die Dauer zu teuer waren, habe er angeregt, dass die Mütter ihren Kindern aus alten Hemden geschneiderte Taschentücher mitgaben, die wöchentlich zu wechseln wären, eine Sitte, die bald auch die Erwachsenen übernahmen, sodass bald die ganze Gegend als Musterbeispiel an Reinlichkeit gegolten habe, was sich auch günstig auf den Verkauf ihrer landwirtschaftlichen Produkte ausgewirkt habe. Zur Zeit des Biedermeier wurde es in den bürgerlichen Kreisen zum romantischen Liebessymbol. Damen hielten es oft kokett in der Hand, damit die Stickereien darauf zu sehen waren. Junge Männer trugen das Taschentuch der Angebeteten sichtbar in einem Knopfloch ihrer Jacke. Dieser Brauch soll um 1800 zuerst in London aufgekommen sein und war möglicherweise der Vorläufer des Einstecktuchs bei Männern, das erst ab 1830 belegt ist. In der zweiten Hälfte des 19. Jahrhunderts steckten die Damen ihr parfümiertes Taschentuch ins Dekolleté oder in die Ärmel ihres Kleides, um es griffbereit zu haben. Bis 1945 fanden circa 90 % der deutschen Stofftaschentuchproduktion im niederschlesischen Lauban statt.

### Papiertaschentücher

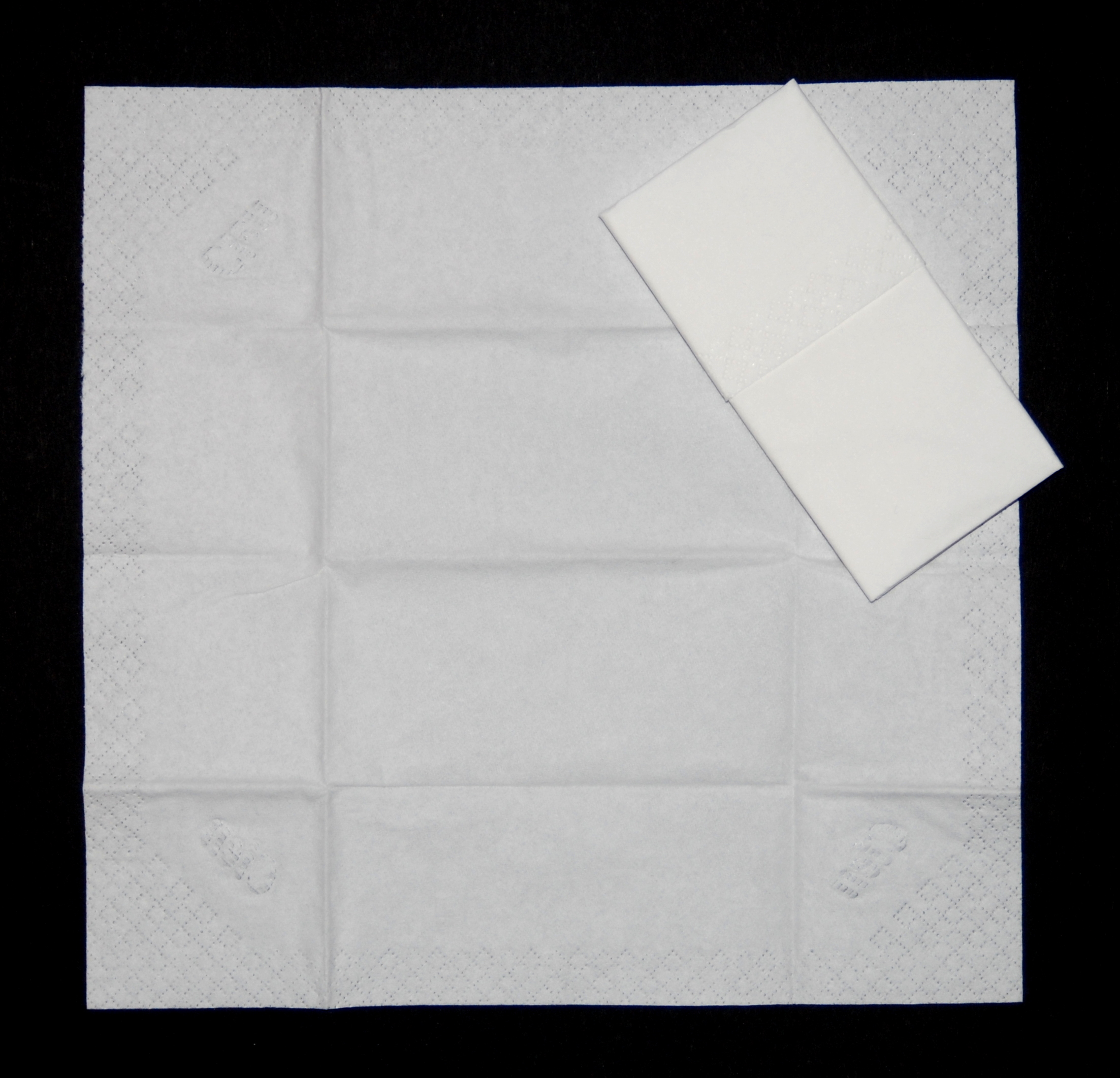
Papiertaschentuch

Taschentuchpackung Tempo der Firma SCA

Das 20. Jahrhundert veränderte die Benutzung des Taschentuchs auf vielfältige Art und Weise. Ausschlaggebend war das kaiserliche Patent in Deutschland für ein glyceringetränktes „Taschentuch aus Papier“, das Gottlob Krum, dem Inhaber einer Göppinger Papierfabrik, am 14. August 1894 erteilt wurde (Patentnummer: 81094). Bei der Erfindung handelte es sich um ein sehr dünnes, fast normales Papier, das in Glycerin getränkt wurde, um eine bestimmte Weichheit zu erzielen.
Etwa 35 Jahre später, am 29. Januar 1929, meldeten die Vereinigten Papierwerke Nürnberg ein Warenzeichen für das erste Papiertaschentuch aus reinem Zellstoff beim Reichspatentamt (Warenzeichennummer: 407752) an. Dieses Einwegtaschentuch erhielt den noch heute bekannten Namen Tempo. Die Idee dazu wird dem damaligen Mitinhaber der Vereinigten Papierwerke Oskar Rosenfelder zugeschrieben. Das von den eine Fabrik in Heroldsberg betreibenden Nürnberger Juden Oskar und Emil Rosenfelder angemeldete Patent basierte auf einem Zellstoffpapier, das mit einer dünnen Schicht Glycerin überzogen war, um damit – wie schon bei G. Krum 1894 – Weichheit zu erzielen.
Die Firma Kimberly-Clark vermarktete schon seit 1924 in den USA Taschentücher unter dem Markennamen Kleenex, die aus dem Baumwollersatzstoff Cellucotton (Zellstoffwatte) bestanden. Cellucotton wurde vor allem während des Ersten Weltkriegs als Verbandsmaterial eingesetzt, weil es sich durch seine Saugfähigkeit und Reißfestigkeit auszeichnete. Die beiden großen Hersteller für Taschentücher aus Zellstoff begannen, den Weltmarkt zu erobern. Während Tempo sich auf dem europäischen Markt verbreitete, trat Kleenex überwiegend auf dem amerikanischen und asiatischen Markt in Erscheinung. Durch immer neue Entwicklungen wurde versucht den Absatz zu steigern. So entwickelte Kleenex 1929 eine „Pop-up“-Box. Diese Konstruktion, bei der durch die Entnahme eines Taschentuchs das nächste halb herausgezogen wurde und griffbereit war, hatte großen Erfolg. Die Absatzzahlen und der Verbrauch von Papiertaschentüchern stiegen stetig.
Seit den 1960er Jahren traten einige kleinere Taschentuchproduzenten auf den Markt. Marktführer sind noch Tempo, Softis und Kleenex. In Deutschland war von 1935 bis 1994 die Schickedanz-Gruppe (bekannt durch das Versandhaus „Quelle“) Eigentümer der Vereinigten Papierwerke (VP) Nürnberg mit ihrer Marke Tempo. In dieser Zeit war die VP mit Tempo Marktführer und bedeutendster Hersteller von Papiertaschentüchern – vor der Zellstofffabrik Waldhof (Zewa) in Mannheim mit ihrer Taschentuchmarke Softis. 1994 übernahm die amerikanische Firma Procter & Gamble die VP und verkaufte sie 2007 an die SCA weiter. Da die SCA 1995 die Papierwerke Waldhof-Aschaffenburg erworben hatten einschließlich der Taschentuchmarke Softis, musste sie diese zur Vermeidung einer marktbeherrschenden Stellung abgeben. Ende 2007 erwarb der italienische Tissue-Hersteller Sofidel die Taschentuchmarke Softis sowie die dazugehörigen Lizenzen, Patente und Produktionsanlagen. SCA spaltete 2017 seinen Bereich der Hygienepapiere mit den Marken Tempo und Zewa ab und brachte ihn im selben Jahr unter dem Namen Essity an die Börse.
Tempo wird in Teilen des deutschen Sprachraums – nicht in der Schweiz – nicht nur als Markenbezeichnung, sondern als Synonym (speziell Eponym) für Papiertaschentuch überhaupt gebraucht.

Zellulose besteht aus Ketten von Zuckermolekülen (im Bild horizontal) die ihrerseits mit Wasserstoffbrücken (im Bild vertikal) verbunden sind

#### Herstellung von Papiertaschentüchern
Für die Herstellung von Papiertaschentüchern werden Zellstoff oder aus Altpapier gewonnene Recyclingfasern eingesetzt. Als Rohstoff für die Zellstoffproduktion wird Holz verwendet. Es gibt weltweit hauptsächlich zwei Zellstoffherstellungsverfahren, das Sulfitverfahren und das Sulfatverfahren.

## Aussehen

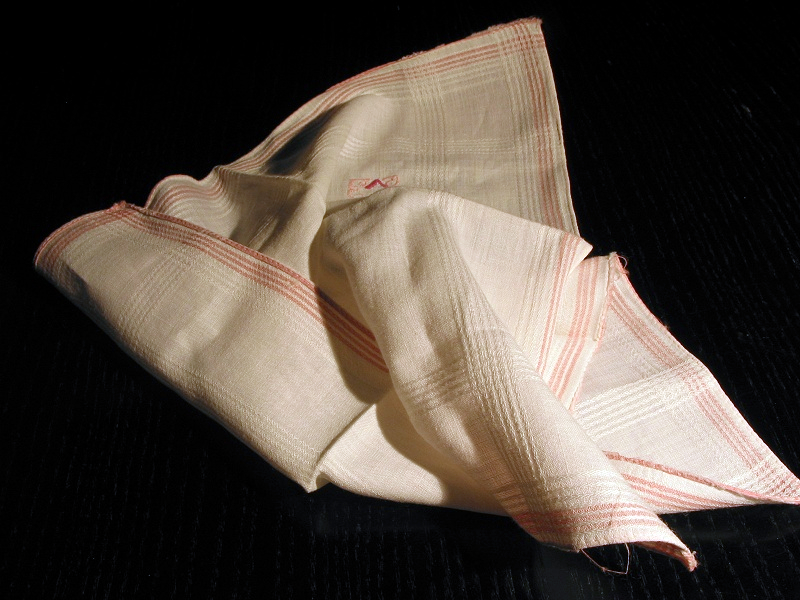
Stofftaschentuch

Die Ziertaschentücher wurden teilweise mit Goldfäden bestickt und mit Diamanten versehen. Sie waren mit etwa 60 × 50 cm wesentlich größer als heutige Taschentücher aus Stoff.
Nach der Möglichkeit, Stofftaschentücher industriell zu fertigen wurde der Eintönigkeit entgegengewirkt. Als erste Maßnahme wurden die Taschentücher mit Monogrammen bestickt. Die kunstvoll verzierten Kürzel der Besitzer machten nicht nur äußerlich viel her, sondern trugen zur Individualität des Taschentuches bei, da keines dem anderen glich.
1785 erfand Thomas Bell das Rouleauxdruck- oder Walzendruckverfahren. Damit konnten die Stofftaschentücher mit Farbe bedruckt werden. Bei diesem Verfahren übertragen Druckwalzen, die mit eingravierten Mustern versehen sind, Farbe auf den Stoff. Es können bis zu 16 Walzen gleichzeitig eingesetzt werden. Diese befinden sich auf Spindeln und werden an die Druckunterlage gepresst. Die Druckfarben werden aus Farbtrögen auf die Walzen aufgetragen. Dabei entspricht jede Walze einer Farbe. Jedoch konnte diese Druckmöglichkeit nur dort wirtschaftlich eingesetzt werden, wo größere Partien zu drucken waren, da das Auswechseln der Druckwalzen hohe Rüstzeiten erforderte. Die Methode zeichnete sich durch eine hohe Leistungsfähigkeit aus. Somit konnten bis zu 5000 Meter Stoff pro Stunde bedruckt werden. Der wirtschaftliche und effektive Rouleauxdruck wird noch verstärkt angewendet.
Nicht nur Druckverfahren wurden angewendet. Bereits 1809 entwickelte John Heathcoat die Technik, Spitze industriell zu fertigen. Bald wurden bedruckte Taschentücher wie Zeitungen verwendet. Dabei zählten politische Ereignisse wie die Französische Revolution, Weltkarten und Karikaturen zu den beliebten Motiven der Konsumenten. John Churchill, 1. Duke of Marlborough, ließ 1702 seine militärischen Erfolge auf Taschentücher drucken und 1710 seine im Parlament gehaltene Rede. 1870 wurden im Deutsch-Französischen Krieg an die Soldaten Taschentücher verteilt mit Anleitungen zum Gebrauch des Gewehrs sowie Landkarten.
Die Größe von Papiertaschentüchern ist den Herstellern überlassen. Sie unterliegt keiner Norm. Papiertaschentücher der Marke Tempo sind mit 21 cm × 20,5 cm fast quadratisch und weiß.

## Kulturgeschichte

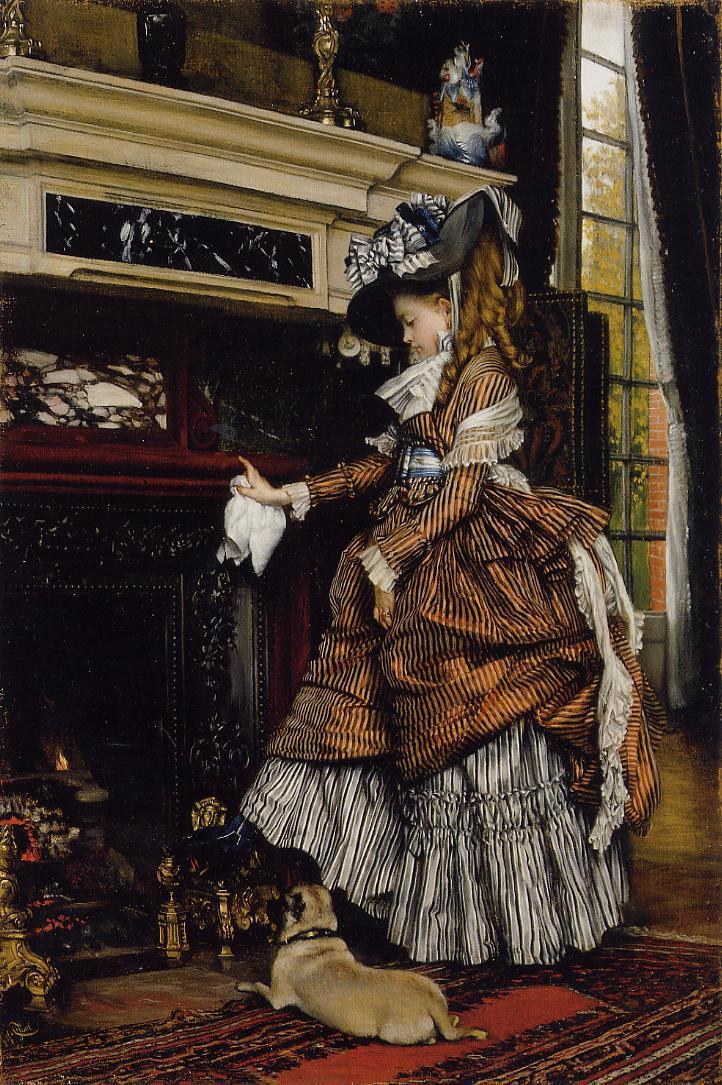
Frau am Kamin mit Taschentuch. Gemälde von James Tissot, um 1870

### Schnäuzen in der Öffentlichkeit
Im europäischen Mittelalter schnäuzten sich alle Schichten mit den Fingern und wischten diese anschließend an der Kleidung ab, von den Niederen bis zum Adel. Das stellte keinen Verstoß gegen die guten Sitten dar, Taschentücher waren noch nicht in Gebrauch. Seit dem Mittelalter bürgerte sich eine feinere Art des Schnäuzens ein. Während das „niedere“ Volk die rechte Hand benutzte, mit der gegessen wurde, schnäuzten sich Personen aus gehobenen Kreisen – zumindest während einer Mahlzeit – nur mit der linken Hand, vorzugsweise nur mit zwei Fingern.
Die Benutzung des Taschentuchs zum Schnäuzen wurde zunächst in Italien eingeführt und verbreitete sich von dort aus in Adelskreisen. Vornehme Damen trugen das als kostbar geltende Tuch offen am Gürtel. Doch selbst Herrscher besaßen zunächst nur wenige Exemplare. Heinrich IV. von Frankreich hatte Ende des 16. Jahrhunderts lediglich fünf Taschentücher. Erst Ludwig XIV. besaß eine größere Anzahl.
Aus dem 1529 erschienenen Benimmbuch des Erasmus von Rotterdam geht klar hervor, dass zu seiner Zeit das Taschentuch zwar bekannt, jedoch in den Oberschichten wenig verbreitet war. 200 Jahre später gilt es als Unsitte, kein Taschentuch zu benutzen. Das öffentliche Schnäuzen gilt zunehmend als unschicklich. Als Luxusartikel dienten die Taschentücher vor dem 18. Jahrhundert vor allem als Prestigeobjekte und zu dekorativen Zwecken und wurden allenfalls benutzt, um sich den Schweiß vom Gesicht zu wischen. Mit der aufkommenden Mode des Tabakschnupfens wurden die Tücher vor allem für Männer zunehmend zum Gebrauchsgegenstand.
Ab dem 18. Jahrhundert wurden die Peinlichkeitsempfindungen ausgeprägter, sodass beispielsweise bei Tisch jeglicher Gebrauch von Taschentüchern vermieden werden sollte, um die anwesenden Gäste nicht zu verärgern. Falls es jedoch unumgänglich war, den „Körperfluss“ aufzuhalten, sollte der Vorgang möglichst mit einer Serviette verborgen oder sich von der Tafel weggedreht werden. Der Begriff Peinlichkeit errang eine neue Position in der Gesellschaft, sodass die Benutzung des Wortes „Schnäuzen“ vermieden werden sollte.
In anderen Kulturregionen, so etwa in Japan, Korea, aber auch in Mexiko, ist öffentliches Schnäuzen ein Tabu. Es wird – ebenso wie Flatulenz in der Öffentlichkeit – als sehr unhöflich empfunden. Dagegen gilt das Hochziehen des Nasenschleims als Körperbeherrschung und darf ohne Weiteres in der Öffentlichkeit erfolgen.

### Entwicklung der Hygienevorstellungen
Lange Zeit galt es als verpönt und als Schande, sich öffentlich die Nase zu putzen. Erst mit dem aufkommenden Hygienebewusstsein in der Neuzeit änderte sich die Einstellung hierzu. Krankheiten, so wurde angenommen, würden durch stinkende Luft ausgelöst; diese Annahme rührte daher, dass im Mittelalter die großen Seuchen hauptsächlich in den Armenvierteln ausgebrochen waren und der Adel die dort vorherrschende Luft dafür verantwortlich machte. Zwischen 1760 und 1780 entstand die Theorie, dass die Luft aus sogenannter „phlogistischer Luft“ (N2), „fixer Luft“ (CO2) und „Lebensluft“ (O2) bestand. Die Chemie begann, Luft neu zu definieren und zu begreifen. Besonders Gerüche erhielten erstmals Beschreibungen und Namen.
1794 wurde in Paris der erste Lehrstuhl für öffentliche Hygiene an der Société royale de médecine geschaffen. Ansteckung durch Krankheitserreger wurde zum Thema. Ein Augenmerk waren dabei Miasmen. Als „Miasma“ wurden damals vermutete Ansteckungsstoffe bezeichnet, die außerhalb des Körpers gebildet werden. Diese Vorstellung hielt sich bis zur Entdeckung der Bakterien durch Louis Pasteur.

### Verdrängung des Stofftaschentuches
Seit der Erfindung des Zellstofftaschentuches hat sich die Zahl der Stofftaschentuchbenutzer erheblich reduziert. Es wurden neue Qualitätsansprüche an das Stück (Zell-)Stoff gestellt. Nicht länger wurde die Ungewissheit geduldet, dass das vermeintliche „Stück Stoff“ vielleicht bei der vorhergehenden Wäsche nur mangelhaft gesäubert wurde und somit vielleicht Krankheitserreger vorhanden waren. Es galt zunehmend als unhygienisch, ein benutztes Stofftaschentuch in der Hosentasche oder in der Handtasche mit sich herumzutragen und es wiederholt zu benutzen. Daher setzten sich Papiertaschentücher nach und nach gegen das traditionelle Stofftaschentuch durch.

## Kunstgeschichte

### Taschentücher in der Literatur

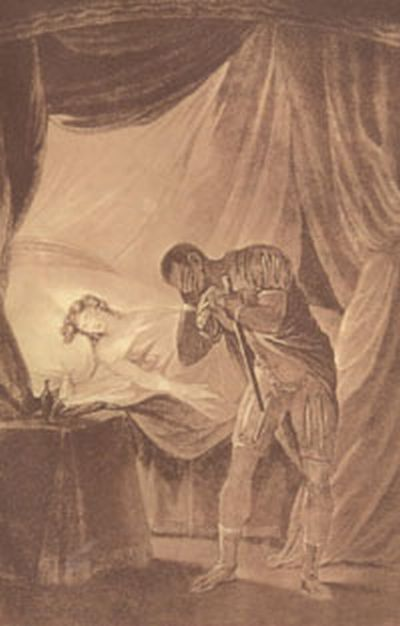
Othello and Desdemona von Josiah Baydell, 18. Jahrhundert

In der Literatur gibt es Beispiele, in denen ein Taschentuch eine Rolle spielt. So heißt der Titel eines Romans von Brigitte Kronauer Das Taschentuch. Den gleichen Titel hat die vierte Ausgabe des sechsteiligen Horrorromans Die Blackstone Chroniken von John Saul.
In der Komödie Tartuffe von Molière kommt ein Taschentuch im Dritten Aufzug, Zweiter Auftritt vor. Tartuffe reicht in dieser Szene Dorine ein Taschentuch mit den Worten: „O Gott! Ich bitte Sie, sich erst dieses Taschentuch vorzustecken, wenn Sie mir etwas auszurichten haben!“ Nachdem Dorine fragt: „Wozu“?, antwortet ihr Tartuffe mit den Worten: „Um Ihres Busens Blöße zu bedecken, denn solche Teufelsdinge untergraben die Sittlichkeit und wecken sündige Gedanken.“
In Stendhals Die Kartause von Parma lässt Fabrizzio ein Sonett Petrarcas auf ein seidenes Taschentuch drucken und schickt es vom Lago Maggiore aus an Clelia. Im 26. Kapitel trägt er ihr dann zwei Verse des Sonetts vor: „Wie war ich glücklich damals, da die Welt Mich wähnt’ im Unglück! Ach, wie hat sich doch Mein Los gewandt!“ Eine wichtige Rolle spielt ein Taschentuch in William Shakespeares Othello und in den gleichnamigen Opern von Rossini und Verdi. Desdemona verliert ein Taschentuch, das ihr Othello geschenkt hat. Das Taschentuch wird für Othello ein Indiz für Desdemonas Untreue, als er es bei Cassio findet. Dieser hatte es unwissentlich von Jago zugesteckt bekommen. Othello erdrosselt und ersticht daraufhin Desdemona.
In Christian Morgensterns Galgenliedern steht das Gedicht Es gibt ein Gespenst, das frißt Taschentücher, das in der ersten Version endet mit den Zeilen:
Mit 18 Tüchern,/ stolzer Segler,/ fährst du hinaus/ aufs Meer der Fremde,/ mit acht bis sieben/ kehrst du zurück,/ ein Gram der Hausfrau.

### Taschentücher im Film
Im Film Préparez vos mouchoirs von Bertrand Blier aus dem Jahr 1978 dient ein Taschentuch zum Abtupfen von Tränen und gibt dem Film seinen Namen (Taschentuch auf französisch mouchoir).
In der finalen Schlüsselszene am Ende des Films Geraubte Küsse von François Truffaut aus dem Jahre 1968 sitzen die Helden Antoine (Jean-Pierre Léaud) und Christine (Claude Jade) auf einer Parkbank. Antoine schnieft und sagt er hätte sein Taschentuch vergessen und ob Christine ihm ihres geben könne. Als sie ihm ein Kleenex anbietet: „Moi j'ai que des Kleenex, t’en veux un?“, lehnt dankend ab: « Ah non ! … Je ne me mouche jamais dans du papier. » (deutsch: „Nein nein, Papiertaschentücher mag ich nicht.“) Diese Szene zwischen Jean-Pierre Léaud und Claude Jade wiederholte Truffaut 1979 in Liebe auf der Flucht.

### Taschentuch von Cholet
Ein rotes Taschentuch ist das Symbol der Stadt Cholet im französischen Département Maine-et-Loire. Der Dichter Théodore Botrel sang 1900 zum ersten Mal sein Chanson Das Rote Taschentuch von Cholet (Originaltitel: Le Mouchoir rouge de Cholet). Darin geht es um die gewonnene Schlacht von Cholet im Oktober 1793 während des Aufstandes der Vendée. Der ortsansässige Industrielle Léon Maret griff das Thema des Liedes auf und entwarf ein rotes Taschentuch auf weißem Grund. Die Farbe Rot soll dabei das Blut der Vendée-Bewohner symbolisieren, die Farbe Weiß an die Royalisten erinnern. Das Taschentuch wurde damit in Cholet und in ganz Frankreich bekannt.

### Taschentücher in Musik und Tänzen

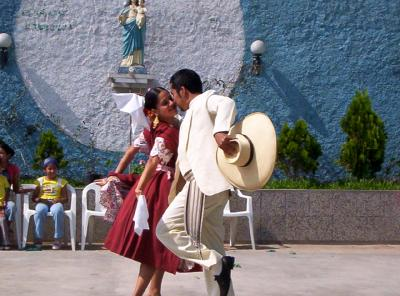
Peruanischer Marinera, von Ronald Huamani Garcia

Das Lied Tie a Yellow Ribbon Round the Ole Oak Tree von Tony Orlando geht auf eine amerikanische Sage aus dem 19. Jahrhundert zurück. Ein Soldat aus Georgia schrieb während des Bürgerkrieges seiner Frau, sie solle ein gelbes Taschentuch an den Eichenbaum in der Dorfmitte binden, wenn ihre Liebe zu ihm noch da ist. Als er nach langer Gefangenschaft in seine Heimat in Georgia zurückkehrte, hing ein gelbes Taschentuch an jenem Baum. In den 1970er Jahren wurde diese Geschichte von amerikanischen Liedermachern aufgegriffen, und das von Tony Orlando gesungene Lied erzählt diese Geschichte. Dabei wurde das ursprüngliche gelbe Taschentuch durch eine gelbe Schleife ersetzt. Als Zeichen der Unterstützung für die US-Soldaten im Irak-Krieg und zur Erinnerung an die Vermissten banden 2003 zahlreiche Amerikaner gelbe Schleifen an Fenster und Türen.
Bei verschiedenen Tänzen werden Taschentücher verwendet. Im peruanischen Tanz Marinera halten beide Tänzer ein weißes Taschentuch in den Händen, die im Rhythmus bewegt werden. Dies ist beim bolivianischen Tanz Cueca ebenso Brauch. Bei den griechischen Tänzen Syrtos und Mantilatos halten die Tänzer Taschentücher in ihren Händen, um den Ausdruck des Tanzes zu verstärken. Die Han-Chinesen nutzen neben Fächern und Stelzen Taschentücher beim Yangge, einem chinesischen Tanz.

## Sonstiges

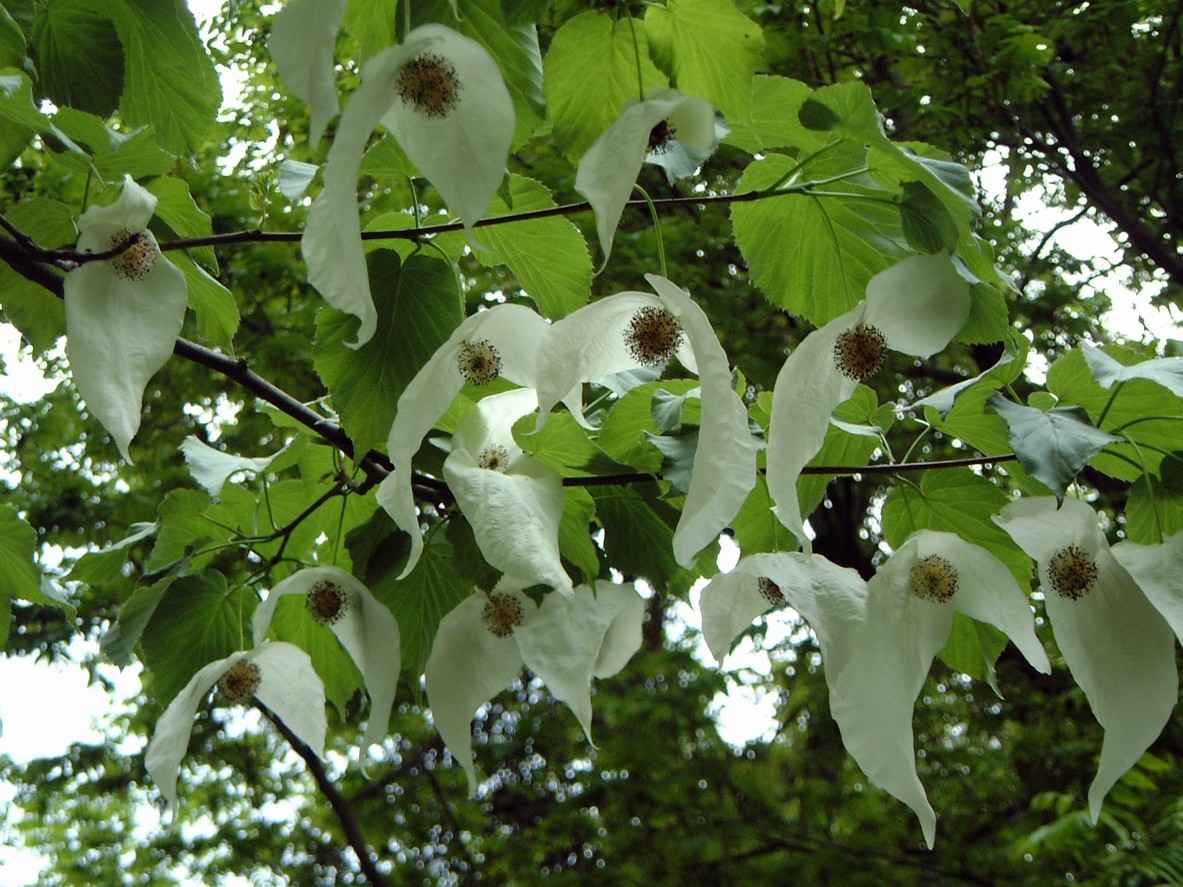
Blüten des Taschentuchbaumes

- Das Taschentuch ist Namensgeber für den Taschentuchbaum, da die weißen Blüten wie Taschentücher in den Ästen liegen.
- Zu den unter anderem von Krafft-Ebing in der Psychopathia sexualis beschriebenen Ausprägungen des sexuellen Fetischismus zählt der Taschentuchfetischismus.
- In der Schwulenszene existierte der „Hanky Code“ (vom englischen „hanky“ als Kurzform für Taschentuch) vermutlich als Erstes. Inzwischen wird er von der BDSM-Szene und anderen verwendet. Ein Taschentuch wird sichtbar beispielsweise in der Gesäßtasche getragen und zeigt über Farbe, Art sowie Tasche, in der es getragen wird, die sexuellen Präferenzen des Trägers an.
- Meist historische oder umgangssprachliche Bezeichnungen für das Taschentuch sind: Sacktuch (Österreich und Süddeutschland, bei Wilhelm Busch), Schnupftuch (→ Schnupftabak), Schneuztuch oder Schneuzquadrat (in Österreich und Altbayern), Nastuch, Rotzfahne, Schnuderlumpen (in der Schweiz).
- Beim Duell gibt es den Extremfall des sprichwörtlich gewordenen „Sich-über-das-Sacktuch-Schießen“. Hierbei hielten die Duellanten ein Taschentuch an den diagonal gegenüberliegenden Enden fest und schossen gleichzeitig, wobei nur eine Pistole geladen war.
- Das Einstecktuch ist aus dem Stofftaschentuch hervorgegangen. Es wird in die äußere Brusttasche des Anzugs oder Sakkos gesteckt und hat nur noch optische Funktion als Accessoire.
- Anders als meist angenommen gehören Hygieneartikel, und damit auch Papiertaschentücher, bei den meisten Abfallentsorgern in den Restmüll und nicht in die Papiertonne.